# Matthias Gotthilf Löschin
Matthias Gotthilf Löschin (ur. 24 lutego 1790 w Gdańsku, zm. 31 stycznia 1868 tamże) – pedagog, dyrektor szkoły św. Jana w Gdańsku, Honorowy Obywatel Miasta Gdańska.

## Życiorys
Matthias Gotthilf Löschin urodził się 24 lutego 1790 w Gdańsku. W 1805 rozpoczął naukę w Gdańskim Gimnazjum Akademickim, później studiował teologię na uniwersytecie w Królewcu. W 1815 został nauczycielem przy kościele św. Barbary w Gdańsku, w 1824 został dyrektorem szkoły św. Jana. Funkcję tę pełnił do 1866. Oprócz działalności pedagogicznej prowadził również działalność naukową, wydawał czasopismo Gedana oraz publikował prace związane z historią miasta. Angażował się w działalność polityczną, był członkiem Rady Miasta i inicjatorem założenia pierwszego miejskiego przedszkola. W uznaniu zasług, w 1865 otrzymał tytuł honorowego obywatela. Zmarł w mieście rodzinnym 31 stycznia 1868.